# Вартіогар'ю
Вартіохар'ю (фін. Vartioharju, швед. Botbyåsen)  — квартал району Вартіокюля у Східному Гельсінкі, Фінляндія. Населення — 6 015 осіб, площа — 2,45 km². На території кварталу розташована туристична пам'ятка — Замок Вартіокюля. Ітявяйля, що прямує через Вартіохар'ю, сполучає Кільцеву дорогу І та Кільцеву дорогу ІІІ.